# Unione dei comuni del Distretto ceramico
L'Unione dei comuni del Distretto ceramico è un ente locale sovracomunale, con autonomia statutaria, presente in provincia di Modena.
L'Unione è costituita dai comuni di:
- Fiorano Modenese;
- Formigine;
- Frassinoro;
- Maranello;
- Montefiorino;
- Palagano;
- Prignano sulla Secchia;
- Sassuolo (sede amministrativa).

La sede dell'unione è nel comune di Sassuolo.
La superficie totale dell'unione è di 424,77 km², gli abitanti complessivi sono 119 538.

## Organi di Governo

### Consiglio dell'Unione
Il Consiglio dell'Unione è composto da 25 membri:
- 8 sindaci sono componenti di diritto del Consiglio;
- 25 consiglieri eletti tra i consiglieri comunali degli 8 Comuni, suddivisi in proporzione al numero di abitanti:
  - Sassuolo 8
  - Formigine 7
  - Fiorano Modenese 3
  - Maranello 3
  - Prignano sulla Secchia 1
  - Frassinoro 1
  - Montefiorino 1
  - Palagano 1

### Giunta dell'Unione
La Giunta dell'Unione è composta dai sindaci degli 8 comuni.

### Presidente
La carica di presidente è ricoperta da ciascun sindaco a turno per un anno, partendo dal sindaco del comune più grande fino a quello più piccolo.